# ماريا ثامبرانو
ماريا زامبرانو ألاركون (بالإسبانية: María Zambrano Alarcón) (22 أبريل 1904، في مالاجا -6 فبراير 1991، في مدريد) هي كاتبة مقالات وفيلسوفة إسبانية مرتبطة بجيل حركة 36. بدأ عملها المكثف بين المشاركة المدنية والتفكير الشعري في إسبانيا خلال الربع الأخير من القرن العشرين بعد أن عاشت سنوات عديدة في المنفى. حصلت على جائزة أمير أستورياس (1981) وجائزة ميغيل دي سرفانتس (1988).
تأثرت ماريا ثامبرانو بأستاذها خوسيه اورتيغا إي غاسيت، وعملت بتدريس الميتافيزيقا بجامعة مدريد ومعهد ثيربانتس بين عامي 1931 و1936. تسبب انغماسها في أحداث الحرب الأهلية الإسبانية إلى نفيها إلى المكسيك سنة 1939 عندما استولى فرانكو على السلطة، فتنقلت بين كوبا وبورتوريكو، حيث عملت أستاذة في جامعاتهما، ثم عادت إلى أوروبا سنة 1953، فعاشت في إيطاليا وفرنسا، ثم انتقلت إلى سويسرا سنة 1978، قبل أن تستقر نهائيًا في مدريد سنة 1984.

## سيرة شخصية
ولدت ماريا ثامبرانو ألاركون في 22 أبريل 1904 في فيليث مالقة بإسبانيا، وهي ابنة بلاس خوسيه ثامبرانو غارسيا دي كارابانتي، صديق ومتعاون مع أنطونيو ماتشادو وأراسيلي ألاركون ديلجادو. في عام 1905، انتقلت العائلة إلى مدريد وبعد ذلك بعام إلى سيغوفيا، حيث حصل والدها على وظيفة أستاذ قواعد اللغة الإسبانية. أمضت هناك سنوات مراهقتها.
درست ثامبرانو تحت إشراف خوسيه أورتيجا ي غاسيت وتأثرت به، وذهبت لتدريس الميتافيزيقيا في جامعة مدريد ومعهد سرفانتس من عام 1931 إلى عام 1936. وخلال العشرينات والثلاثينيات من القرن الماضي، قامت بحملة نشطة لتأسيس الجمهورية الإسبانية الثانية. ومع ذلك، بعد أن أصبحت إسبانيا جمهورية مرة أخرى، بخيبة أمل من حقائق السياسة الحزبية، رفضت إمكانية أن تصبح نائبة ورفضت المزيد من المشاركة في السياسة الحزبية. ومع ذلك، مع اندلاع الحرب الأهلية الإسبانية عام 1936، انحازت علنًا إلى الجمهورية، وبالتالي ذهبت إلى المنفى بعد هزيمة الجمهورية في عام 1939.
بعد أن عاشت في فرنسا والمكسيك وكوبا وبورتوريكو وإيطاليا وفرنسا مرة أخرى وسويسرا، عادت ثامبرانو أخيرًا إلى مدريد عام 1984 بعد وفاة فرانكو.

## الاعتراف بها
احتُرمت من قبل أقرانها، وحافظت على اتصال مع المثقفين الإيطاليين وكذلك مع مواطنيها رفائيل ألبرتي وخورخي غويلين.
بدأت عملية الاعتراف البطيء بعملها في إسبانيا في عام 1966 بنشر مقال جيه. إل. أرانغورين «أحلام ماريا ثامبرانو» في المجلة الغربية الثقافية والعلمية المهمة، التي أسسها أورتيغا ي غاسيت، وهي مجلة ساهم فيها فلاسفة معاصرون بارزون مثل برتراند راسل وإدموند هوسرل.
في عام 1981 حصلت على جائزة أمير أستورياس للاتصالات والعلوم الإنسانية في نسختها الأولى، وفي عام 1983 منحتها جامعة ملقة دكتوراه فخرية.
في عام 1988 أصبحت أول امرأة تحصل على جائزة ميغيل دي سرفانتس.
«ماريا العزيزة»، هو فيلم أخرجه خوسيه لويس غارسيا سانشيز عام 2004، يدور حول حياتها.
في ديسمبر 2007، عندما افتتح خط السكك الحديدية عالي السرعة بين مدريد وملقة، أطلفت شركة السكك الحديدية تسمية محطة سكة حديد مالقة باسم ماريا ثامبرانو. وبالمثل، سُميت المكتبة المركزية لجامعة كومبلوتنسي بمدريد باسمها. في عام 2017 وافق مجلس مدينة سيغوفيا بالإجماع على إعلانها ابنة المدينة بالتبني.

## الفلسفة
بالنسبة إلى زامبرانو، هناك اتجاهان رئيسيان تجاه الحياة: الفلسفي والشاعري. تبدأ الفلسفة بالإلهي: الأشياء اليومية تشرح باللجوء إلى الآلهة، حتى يسأل المرء نفسه: ما هي الأشياء؟ وهكذا ينشأ الموقف الفلسفي عندما يتساءل البشر، أي بسبب الجهل. الموقف الشعري هو الجواب، الهدوء الذي نستكشف فيه الإجابات على كل شيء، لا تحركه الدهشة الناتجة عن الجهل، ولكن بسبب اهتمامنا البشري ورغبتنا في المعرفة والفهم والمشاركة والتعبير.
نُقل موقفها الفلسفي من خلال لغة غير عادية وتعبير إبداعي عن طريقة تفكيرها. إنه يحدد أسلوبها الأدبي وهو الأساس لما أسمته المنهج.

### السياسة
في كل أعمال ثامبرانو هناك روح سياسية تتجلى بطرق مختلفة جدًا في تفكيرها. كان عملها السياسي أكثر مباشرة في السنوات السابقة لتأسيس الجمهورية الثانية، ودون شك، في الحرب الأهلية. ومع ذلك، رفضت المشاركة في أي حزب سياسي، وبالتالي رفضت الحصول على مقعد في المحاكم العامة الذي عرضه عليها خيمينيز دي أسوا. على الرغم من أنها اختارت الاستمرار في مهنتها الفلسفية، إلا أنها لم تتخل عن السياسة، والتي انخرطت فيها من جوهر الفكر نفسه. أوضحت في كتابها الأول «أفق الليبرالية» (1930)، أن السياسة تتوقف دائمًا عندما يُعتقد أنها توجه الحياة وهذا بالضبط ما كانت تتطلع إلى تحقيقه من خلال نشاطها الشعري، وانتقاد الحركات الفاشية والمنطق الاستطرادي والعقلانية.

## من أعمالها
- الفلسفة والشعر (بالإسبانية: Filosofia y poesía) ـ 1940.
- الإنسان والألوهية (بالإسبانية: El hombre y lo divino) ـ 1955.
- أونامونو (بالإسبانية: Unamuno) ـ كُتب سنة 1940، ونُشر سنة 2003.

## الجوائز والتكريم
في سنة 1981، حصلت ثامبرانو على جائزة أمير أستورياس، وفي سنة 1988 كانت أول امرأة تفوز بجائزة ثيربانتس الأدبية الرفيعة، وفي ديسمبر 2007، كرمت شركة السكك الحديدية اسمها بإطلاقه على محطة مالقة للسكك الحديدية، عقب إعادة افتتاح خط مدريد ـ مالقة للقطارات السريعة.